# Gabriel Casanovas Tapiol
Gabriel Casanovas Tapiol (Barcelona, 1923 - Lleida, 1974) fou un pintor i tallista establert a Lleida, on tingué un taller de restauració de mobles antics, obres d'art i objectes religiosos.
Es va formar en dibuix i pintura amb el seu pare, el també pintor Casanovas, i a l'Escola d'Arts i Oficis de Barcelona.
Va ser reconegut amb la Medalla de Pintura de l'Obra Sindical de Educación y Descanso l'any 1951 i amb diverses medalles d'or d'artesania en talla de fusta al llarg de la seva vida. Va presentar pintures a l'oli als concursos-exposició anuals organitzats per l'Obra Sindical de Educación y Descanso el 1951, 1952 i 1953, i al Concurs de la Medalla Morera de 1952 i 1972. D'altra banda, va exposar obres de talla artística en diverses exposicions d'artesania.
Entre els seus deixebles trobem l'escultor i pintor Melchor Zapata, qui va ser aprenent durant la seva adolescència al taller de Gabriel Casanovas, on va aprendre a restaurar.